# Едвард Воен Беван
Едвард Воен Беван (англ. Edward Vaughan Bevan, 3 листопада 1907 — 22 лютого 1988) — британський академічний веслувальник.
Олімпійський чемпіон 1928 року в складі розпашної четвірки без стернового.